# Liliomformák
A liliomformák (Lilioideae) a liliomfélék (Liliaceae) családjának legismertebb alcsaládja.
Fajai az északi féltekén terjedtek el. Több nemzetségének (tulipán, liliom) fajait a világ minden táján dísznövénynek termesztik.

## Rendszerezés
Az alcsaládba az alábbi nemzetségek tartoznak:
- Amana
- Cardiocrinum
- Erythronium
- Fritillaria
- Gagea
- Lilium – liliom
- Lloydia
- Nomocharis
- Notholirion
- Tulipa – tulipán